# Svíčková
La Svíčková è un piatto tradizionale appartenente alla cucina ceca.
Tipicamente include arrosto di manzo servito con salsa di panna (detta smetanová omáčka), knedlíky (tipici canederli dell'Europa centrale), una piccola porzione di marmellata di mirtilli, panna acida e una fetta di limone.
Si può trovare in tutto il territorio ceco in diverse varianti.